# Heian-jingū
Heian-jingū (jap. 平安神宮) – chram shintō w Kioto, w dzielnicy Sakyō, (prefektura Kioto) w Japonii. 
Zaliczany jest do najważniejszych chramów shintō i poświęcony jest kultowi kami cesarzy: Kammu i Kōmei.
W 1895 z okazji 1100-lecia powstania Heian-kyō (dawna nazwa Kioto) podjęto decyzję o budowie repliki pałacu cesarskiego z epoki Heian w skali 2:3, a budowę powierzono architektowi Chūta Itō (1867–1954). Kompleks budynków, składających się z 2 pagód i kilku budowli, powstał w stylu XI i XII wieku i cechuje się jaskrawymi kolorami (szkarłatne ściany i kolumny oraz dachy, kryte zielono-niebieską dachówką). Pałac przekształcono w chram ku czci pięćdziesiątego cesarza Kammu, a od 1940 także ku czci Kōmei – ostatniego cesarza, rezydującego w Kioto.
W 1976 większość budynków chramu spłonęła i odbudowano je 3 lata później. Do chramu prowadzi torii z żelbetu o wysokości 24,2 m i szerokości 33,9 m, które jest drugim co do wielkości w Japonii po torii w Yasukuni-jinja.
Z tyłu chramu znajduje się ogród w stylu epoki Meiji, podzielony na cztery części, o łącznej powierzchni ok. 33 000 m².
Pod koniec stycznia w chramie odbywa się święto ku czci cesarza Kōmei, a na początku kwietnia coroczne święto ku czci cesarza Kammu. 22 października w Heian-jingū odbywa się Jidai Matsuri, jeden z najważniejszych festiwali w Kioto.

## Galeria

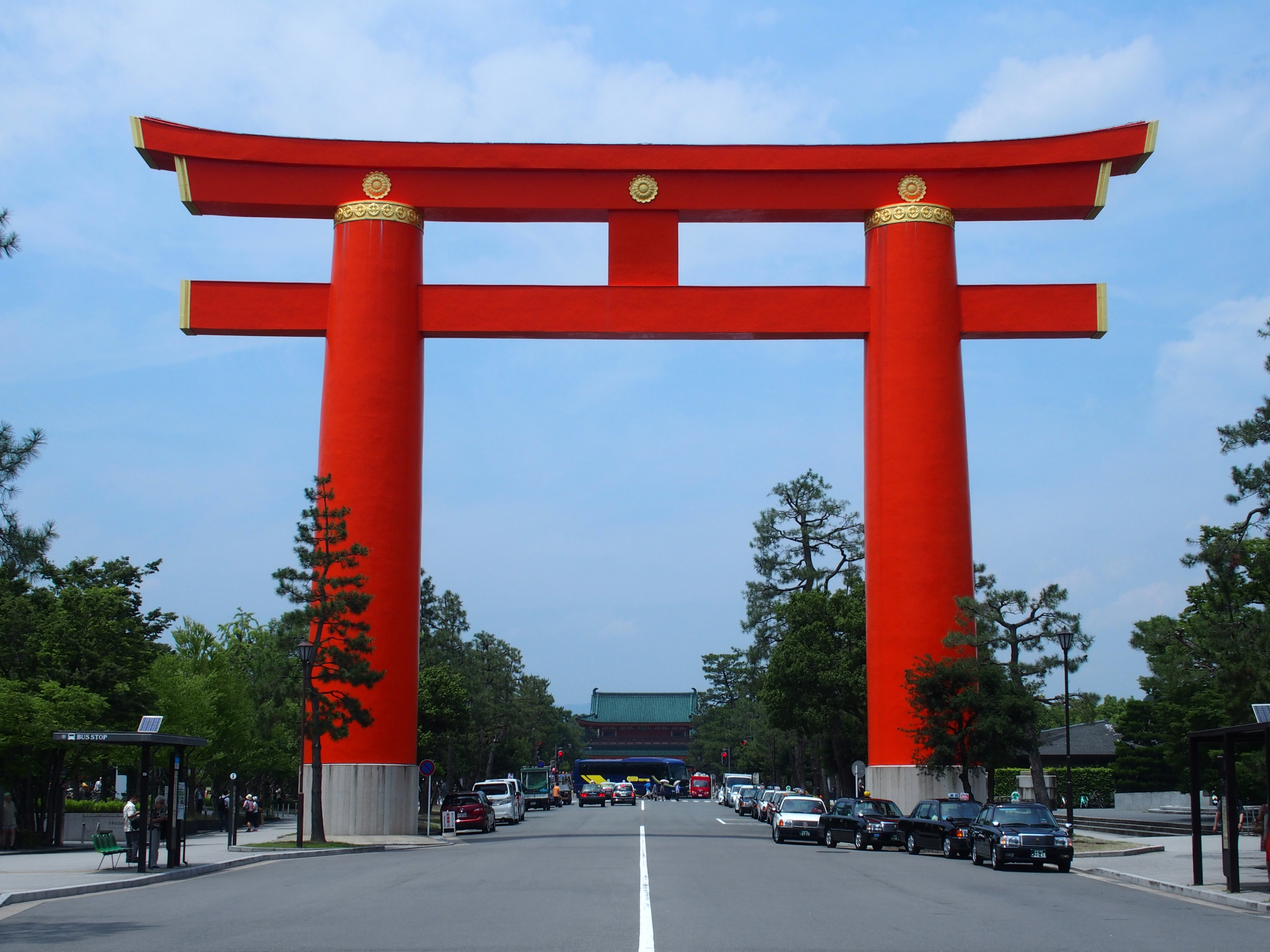
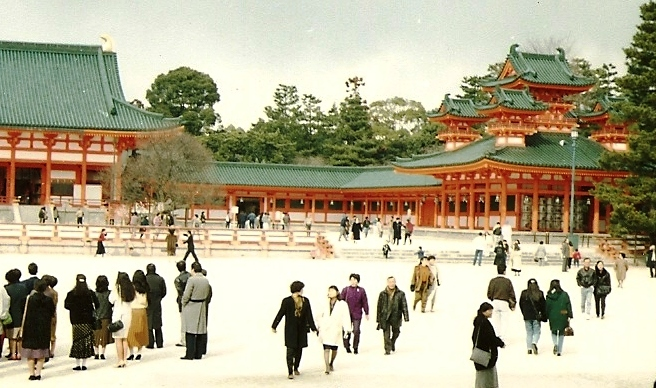
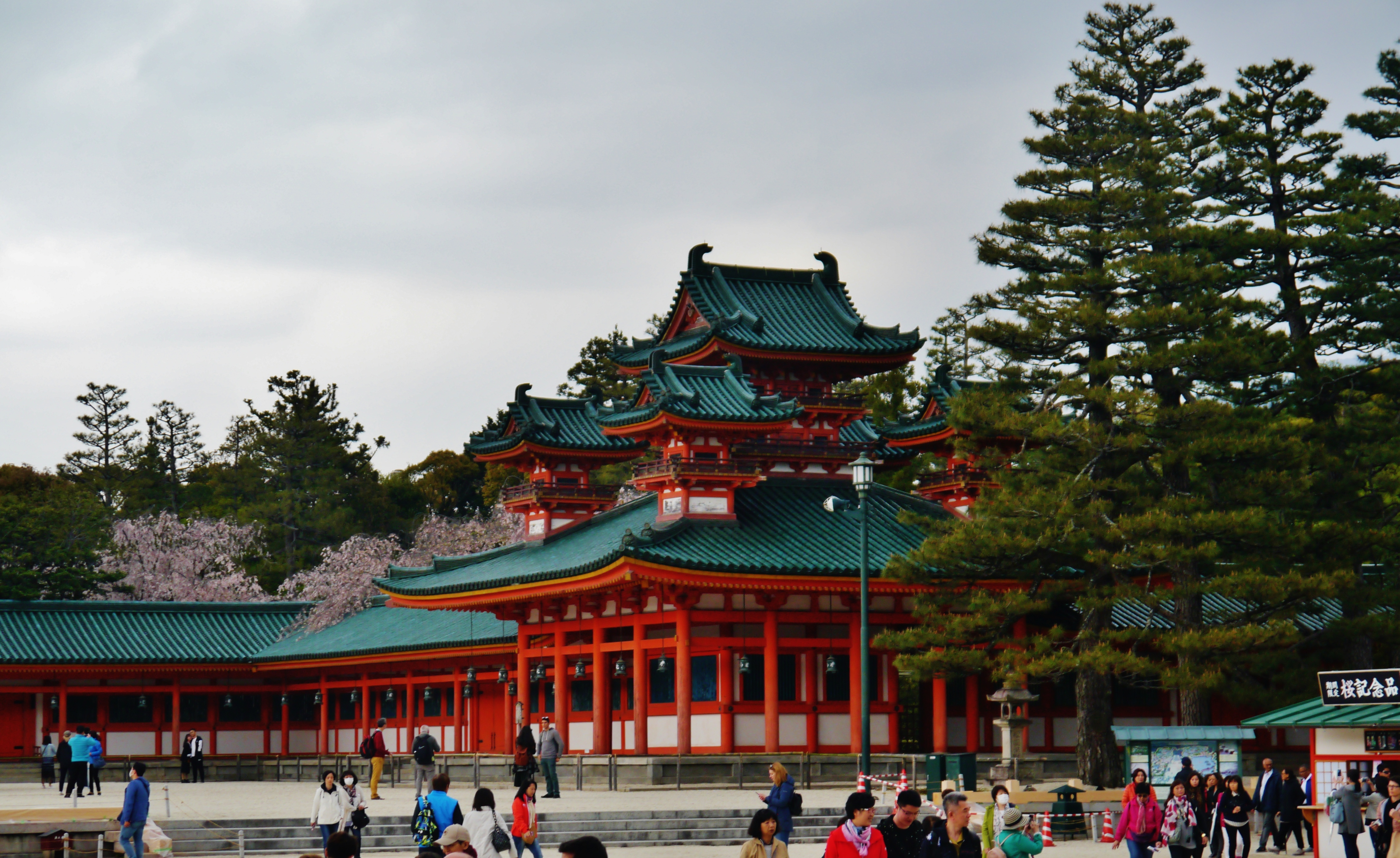
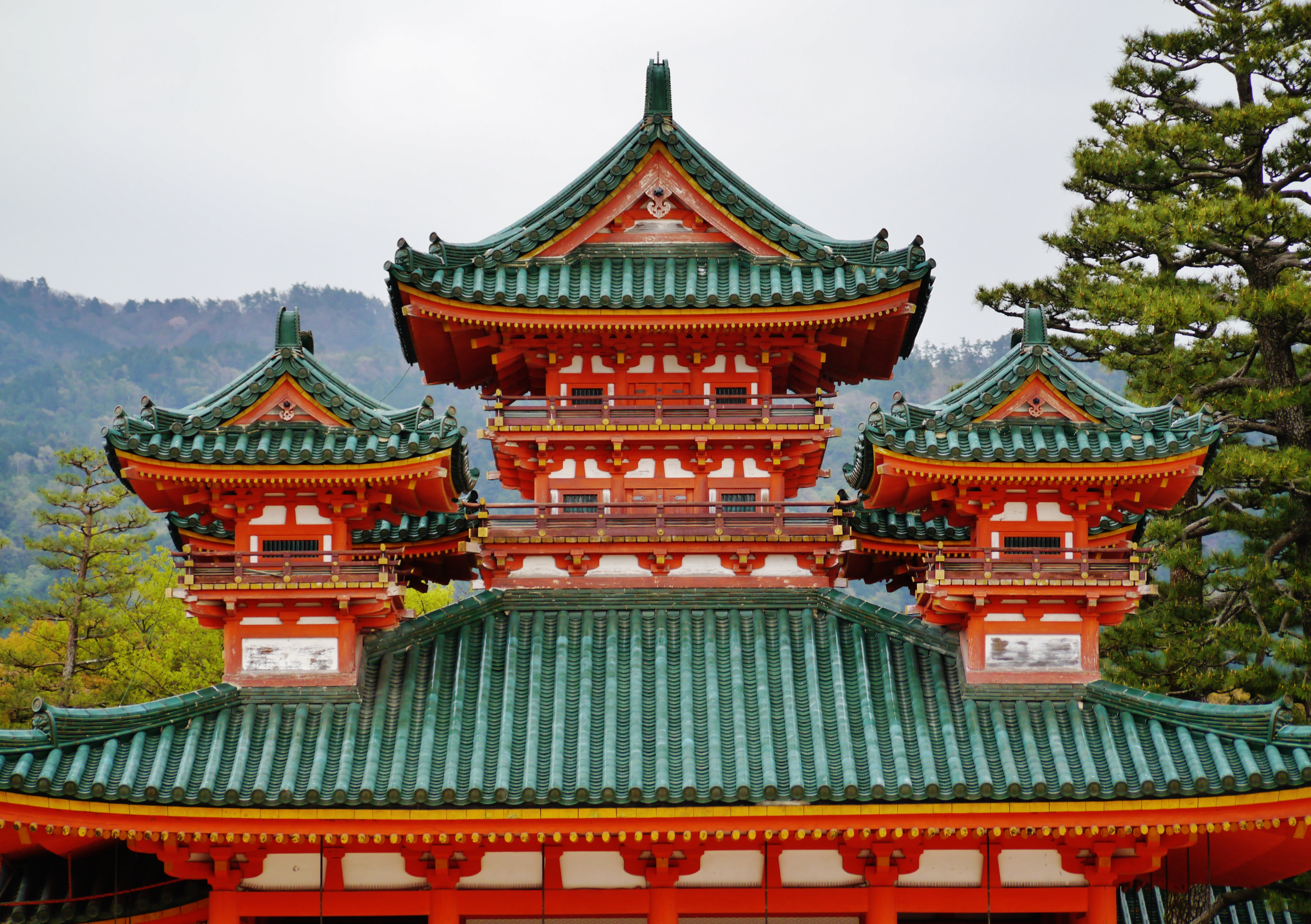
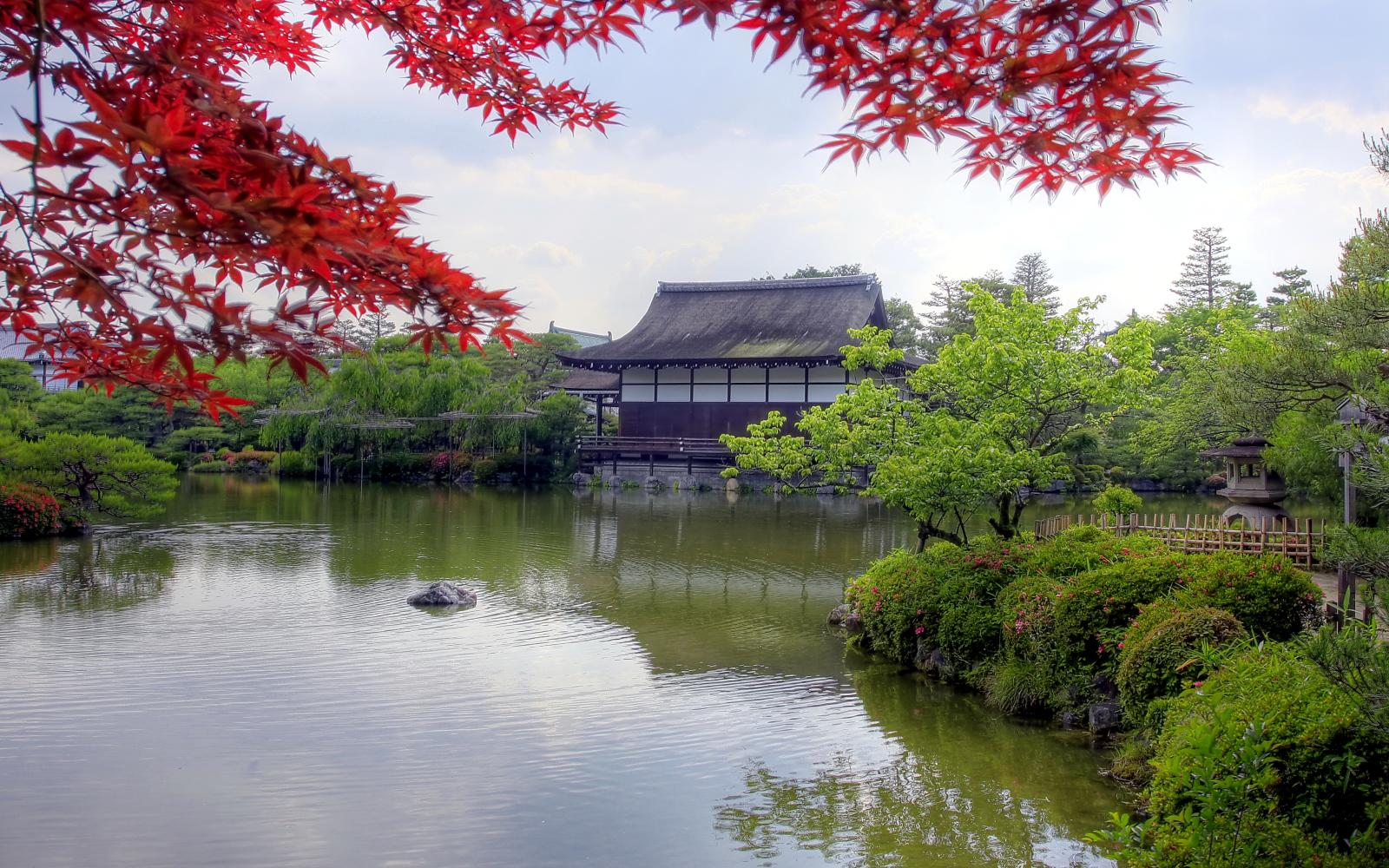